# Arundinella pilaxilis
Arundinella pilaxilis är en gräsart som beskrevs av Bi Sin Sun och Zhi Hao Hu. Arundinella pilaxilis ingår i släktet Arundinella och familjen gräs. Inga underarter finns listade i Catalogue of Life.